# Lophoptera viridistriga
Lophoptera viridistriga är en fjärilsart som beskrevs av Louis Beethoven Prout 1926. Lophoptera viridistriga ingår i släktet Lophoptera och familjen nattflyn. Inga underarter finns listade i Catalogue of Life.